# Varjenje
Varjênje je spajanje dveh ali več delov osnovnega materiala v nerazdružljivo celoto. Spajanje dosežemo s toploto, s pritiskom ali pa s kombinacijo obeh skupaj, z dodajanjem materiala (dodajni material) ali brez. Varjenje je najpomembnejši in najpopularnejši postopek spajanja kovin pri tlačnih posodah, kotlih, pečeh, jedrskih reaktorjih, vesoljski tehniki, cevovodih, ladjah, podmornicah, mostovih, vozilih, farmacevtski industriji, rafinerijah, nosilcih letalskih motorjev, tankih in drugih procesih kjer imamo opravka s kovinami pri visokih temperaturah in tlakih. 
Poznamo več postopkov varjenja, med najpopularnejšimi so:
- MMA (ang. Manual Metal Arc) ročno obločno varjenje: z AC tok t.i. varilnimi transformatorji (težji aparat - starejši način) ali DC tok t.i. inverterji, usmerniki, agregati (lažji aparat - novejši način). Najpopularnejši na svetu za vzdrževanje in popravila, primeren za jeklo, aluminij, nikelj in baker. Glavni članek: Ročno obločno varjenje
- MIG/MAG (ang. Metal Inert Gas/Metal Active Gas) skupno ime GMAW (ang. Gas Metal Arc Welding) varjenje z žico v zaščitnem plinu, oz. invertersko v neaktivnem Argonu ali Heliju ali z polnjeno žico v primeru MIG in aktivnem CO2 v primeru MAG. Oba procesa sta zelo priljubljena zaradi enostavnosti in vsestranskosti. Pri MIG postopku je polariteta na gorilniku + in na ozemljitvi - (oz. klemi). Predvsem postopek FCAW (ang.Flux Core Arc Welding) varjenje s polnjeno žico brez ločenega zaščitnega plina podobno kot elektroda, prednjači zaradi velike razširjenosti prodaje varilnih aparatov z komprimiranim zrakom in polnjeno žico.  Pomebno je pri FCAW (varjenje s polnjeno žico), da je - polariteta na gorilniku in + polariteta na ozemljitvi (oz. klemi). Polariteto lahko na varilnih aparatih menjamo gleda nato ali varimo s plinom z MIG postopkom (+ na gorilniku, - na klemi) ali z polnjeno žico (- na gorilniku, + na klemi). Pogonski valčki pri aparatih se tudi razlikujejo pri MIG-u imajo oznako V in imajo V-utor za FCAW varjenje imajo K oznako in nazobčen utor. Pri varjenju MIG gorilnik pod kotom 75 stopinj tiščimo, če varimo s polnjeno žico gorilnik vlečemo. Glavni članek: Varjenje z žico v zaščitnem plinu
- TIG (ang. Tungsten Inert Gas) varjenje z netaljivo Wolframovo elektrodo v inertnem plinu Argon ali Helij. Relativno zahtevni postopek varjenja za legirana jekla in barvne kovine ter letalsko industrijo se uporablja za zelo tanke pločevine. Glavni članek: Varjenje z netaljivo Wolframovo elektrodo
- Plamensko varjenje in rezanje (ang. Oxy-fuel welding and cutting) plinsko varjenje in rezanje je postopek, ki uporablja toploto pri zgorevanju goriva in oksidatorja uporablja se kisik in acetilen za varjenje ali pa rezanje. Glavni članek: Plamensko varjenje in rezanje
- Plazemsko rezanje (ang. Plasma Cutting) je rezalni postopek kovin s pomočjo plazme, uporablja se visoko hitrostni curek inertnega plina ali stisnjenega zraka, ne gre za postopek varjenja, ampak rezanja, zaradi popularnosti se dostikrat omenja ob različnih varilnih postopkih. Glavni članek: Plazemsko rezanje
- ERW (ang. Electric Resistance Welding) elektro uporovno varjenje je postopek, za spajanje pločevin z elektrodama, ki stisneta varjenec in zaradi električnega upora nastane dovolj velika toplotna energija, da se varjenca med elektrodama zmehčata in spojita. Glavni članek: Elektro uporovno varjenje

## Različne tehnike varjenja

### Sočelno uporovno varjenje
Pri tem sta varjenca vpeta v bakreni prižemi, ki sta hkrati elektrodi. Ena prižema je pomična, druga je nepomična. Postopek je primeren za varjenje palic, žic, profilov do presekov 150 mm2. Pri stiku se varjenca ogrevata na račun toplote, ki se razvije zaradi električne upornosti. Stične ploskve morajo biti natančno pripravljene.ko je stično mesto doseglo varilno temperaturo, stroj prekine električni tok in obe palici močno stisne, da se zavarita. Ker se je material med segrevanjem omehčal, se zaradi stiskanja dela palic med čeljustmi precej nakrčita in nastane zvarni venec, ki ga kasneje odstranimo. Pri tem nastane pri stiku nabreklina, ki ji pravimo žmula; odtod tudi ime žmulasti zvar. Žmulasti zvar doseže 90 do 100 % trdnosti osnovnega materiala. Pritisk čeljusti ne popusti takoj, da se zvar lahko vsaj nekoliko ohladi in material utrdi.
Čelni ploskvi obeh palic morata biti čim bolj gladko obdelani in enako veliki, da je gostota toka po vsem preseku enaka. Enaka gostota zagotavlja enakomerno segrevanje obeh čelnih ploskev. Kadar moramo variti palice neenakih presekov, jih prej obdelamo in preseka izenačimo. Segrevanje je enakomernejše, če priteka tok na obe polovici vsake čeljusti. 
Največ varimo jekla z majhnim deležem ogljika, pa tudi kvalitetnejša jekla, pri katerih dosežemo trdnost zvara do 1100 N/mm2. Ta način se zlasti uporablja za varjenje členastih verig in za podaljševanje žic pri vlečenju. Po tem postopku lahko varimo tudi aluminij in baker, oz. njune zlitine, toda potrebne so mnogo večje jakosti toka kot pri jeklih.
Kakor pri drugih načinih varjenja s pritiskom, je tudi pri sočelnem varjenju kakovost spoja odvisna od varljivih parametrov: jakost toka, trajanja varilnega toka, ter sile in poti stiskanja. Gibljivi par čeljusti mora napraviti dovolj dolg gib, da izrine okside in morebitne nečistoče z zvarnega mesta v greben. Pri varjenju večjih presekov in občutljivejših materialov je mogoče stroj nastaviti tako, da po končanem varjenju teče še nekaj časa sorazmerno majhen tok skozi zvarni spoj. Zvar se zato počasneje ohlaja, notranje napetosti so manjše in kakovost oz. trdnost zvara je boljša.
Manjše stroje za sočelno varjenje upravljamo ročno, pri večjih pa stiskanje in premikanje čeljusti opravlja električno, pnevmatsko ali hidravlično gnan mehanizem. Pri varjenju verig so vsi postopki avtomatizirani: stroj transportira in vari verižne člene in obreže zvarni venec.

### Obžigalno uporovno varjenje
Obžigalno varjenje ima mnogo prednosti pred sočelnim varjenjem s pritiskom. Postopek je hitrejši in gospodarnejši ter zelo primeren za serijsko delo, lahko varimo profile nepravilnih oblik, najvažneje pa je, da je trdnost zvara večja. Možnost, da bi bil zvar porozen, je tu mnogo manjša. Pri pravilni izvedbi varjenja da obžigalno varjenje osnovnemu materialu enakovreden zvar in to po trdnosti , kakor tudi po žilavosti.
Obžigalno varimo na dva načina: s predgretjem in brez njega. Pri varjenju brez predgretja sta palici vpeti v močne čeljusti iz bakra, ki ga dovajajo električni tok. En par čeljusti- elektrod je nepremičen, medtem ko drugi par opravlja vsa gibanja, potrebna za ta postopek.
Premično čeljusti približujejo konec palice, dokler ne pride do stiska. Prvi dotik je samo na vrhovih hrapavosti in ker je to v bistvu kratki stik, se dotikališča hitro segrejejo in stalijo, saj je gostota toka velika. Zaradi kapljic kovine nastajajo nekakšni tokovni tokovni mostički med palicama, toda delovanje električnega toka in uparjanje kovine kapljive raztrga in kot iskre izmeče iz špranje. Tako nastane za obžigalno varjenje značilno iskrenje. Avtomatika premika gibljive čeljusti naprej počasi in nato vedno hitreje, vendar tako, da ostane špranja stalno enaka.
Če se zaradi pomika špranja preveč zoži, stroj avtomatično odmakne sani, na katerih so čeljusti. Tako se med obžiganjem ploskvi polagoma prilagajata druga drugi in obžiganje se razširi na celo ploskev. Močno iskrenje izmeče tudi nečistoče in okside. Ko se zvarni ploskvi segrejeta na varilno temperaturo, sta pokriti s tanko plastjo raztaljene kovine in tedaj stroj avtomatično udari konca palic skupaj in prekine tok. Čeljusti še nekaj časa tiščita palici skupaj, da se zvar nekoliko ohladi. Obžigalno varjenje brez predgretja zahteva precej večje moči transformatorjev kot varjenje s predgretjem.
Ob stiku palic nastane greben iztisnjenega materiala, ki ga je treba odstraniti. Naprava za obrezovanje grebena je često privarjena varilnemu stroju, tako da je zvar obrezan še v vročem stanju, ko je jeklo še gnetljivo in niso potrebne velike sile.
Za obžigalno varjenje s predgretjem pridejo v poštev le zelo veliki preseki. Konca palic stisne stroj takoj, ko je napetost izklopljena, nato vključi tok oz. več tokovnih sunkov, dokler konca ne zažarita. Nato stroj palici razmakne in vključi varilni tok, potem palici primika, dokler ne pride do kratkega stika. Dalje je postopek enak prejšnjemu.
Manjši stroji imajo čeljusti, ki so hkrati tudi elektrode za dovajanje toka. Seveda so hlajene z vodo. Večji avtomatični stroji imajo čeljusti in elektrode ločene: jeklene čeljusti stiskajo in premikajo palici, med njima pa sedejo na palici elektrode, dve polovični na vsako palico. Tako je pot toka krajša in obraba dragih elektrod manjša. Pri obžigalnem varjenju je segrevanje palic lokalizirano na majhen volumen materiala, tako je izkoristek energije dober.
Del materiala obeh palic izgubimo v obliki isker, zato moramo varjenca pripraviti nekoliko daljša. Dodatek pri obžiganju je odvisen od velikosti ploskev:
Ko je obžiganje končano, mora biti tlak na stičnih ploskvah dovolj velik, da dobimo kakovosten zvar. Za jekla znašajo tlaki od 30 do 80 N/mm2. Tudi gostota toka je velika: 8 do 10 A/mm2 za jeklo. To pomeni pri preseku 5000 mm2 celotno jakost 50000 A. 
Obžigalno varimo preseke do 4000 mm2, navadno le do 8000 mm2.
Obžigalno lahko medsebojno varimo jekla različnih kakovosti, npr. hitrorezna jekla z navadnim konstrukcijskim jeklom. To ima velik pomen za izdelavo orodij, pri katerih varčujemo z dragimi vrstami orodnih jekel. V takšnih primerih je treba upoštevati različno toplotno prevodnost, saj je legirano jeklo slabše prevodno od maloogljičnega jekla. Razlike izravnavamo s premikom palic: elektrode naj na slabše prevodnem 

### Lasersko varjenje
Lasersko varjenje je eno izmed postopkov spajanja kovinskih in plastičnih materialov. Uveljavljeno je v mnogih panogah, še posebej v avtomobilski industriji. V primerjavi s klasičnimi postopki lasersko varjenje zagotavlja visoko kakovost varov in omogoča sledeče izboljšave: visoko trdnost vara, majhno globino in fino površino vara, majhno potrebo po deformacijah varjencev, brezkontaktno, lokalno in natančno obdelavo, visoko koncentracijo moči, visoko hitrost obdelave in področno omejeno temperaturno obremenitev. Z uporabo laserja lahko izvajamo tudi mikrovarjenje, ki med drugim zajema spajanje zelo tankih pločevin, žic in podobnih majhnih elementov.
Pri obdelavi materialov se v glavnem uporabljajo laserji vrst: CO2, Nd:YAG in excimer. Prvi dve vrsti nudita veliko moč, tretjo odlikujejo zelo kratki pulzi in visoka pulzna energija. Novejšega datuma so diodni ali polprevodniški laserji, ki se uporabljajo kot samostojen laserski vir ali pa za vzbujanje laserjev Nd:YAG.
Lasersko spajkanje omogoča izdelavo fine strukture spojnega mesta. Z laserskim označevanjem se trajno označujejo deli in izdelki iz najrazličnejših vrst materiala. Laser je zaslužen tudi za hitro izdelavo prototipov (RP), orodij (RT) in izdelkov (RM).
Pri visokih intenzitetah laserskega žarka (nad 106 W/cm²) preidemo na t.i. varjenje s parnico. Tako močan žarek povzroči na mestu kamor sveti izparevanje varjenca, zato se naredi luknja v materialu. Vpijanje svetlobe se zaradi sipanja v luknji poveča, na stenah luknje pa se naredi talina. Ko se laserski žarek premika po meji med varjencema, ju pred sabo tali, za njim pa se talina ohlaja in strjuje v var. Plin varjencev iz luknje lahko žarek spremeni v plazmo. Stik plazme z varjencema je nezaželen, zato se na obdelovano mesto vpihuje neinertne pline. S to metodo je varjenje hitrejše kot s prevodnim laserskim varjenjem, vari pa so debelejši in ožji.

### CMT varjenje
CMT je način varjenja s povsem novim načinom odcepljanja varilne kapljice in je nadgradnja klasičnega MIG MAG postopka in MIG pulznega varjenja. Pri CMT varjenju se varilna žica izredno hitro premika naprej in nazaj, s čimer dosežemo maksimalno kontrolo nad vnosom energije in geometrijo zvara. Pri varjenju s procesom CMT se pri varjenju črne pločevine uporablja varilni plin 100% CO2.
Proces CMT je zelo uporaben pri varjenje tanjših pločevin, saj ne deformira delovne površine in omogoča premoščanje rež. Prednosti CMT varjenja se pokažejo pri varjenju korenskega vara brez podloge, pri spajanju različnih materialov (jeklo in aluminij) kot tudi pri navarjanju komponent v procesni industriji.
Velika prednost CMT procesa je tudi v tem, da omogoča enostavno in ugodno združevanje pločevine in plastike. S CMT procesom lahko oblikujemo takoimenovane "PINe" z odžigom konca žice. Na "PINe" se lahko nato protrdi (oz. vlije plastika).
Proces CMT, ki ga je razvilo podjetje Fronius, je revolucianiziralo varjenje črne pločevine in aluminija predvsem v avtomobilski industriji. V slednji se namreč CMT varilni proces največ uporablja.